# USS MacKenzie (DD-175)
USS MacKenzie (DD–175) là một tàu khu trục thuộc lớp Wickes của Hải quân Hoa Kỳ trong giai đoạn Chiến tranh Thế giới thứ nhất, trong Chiến tranh Thế giới thứ hai được chuyển cho Hải quân Hoàng gia Canada dưới tên gọi HMCS Annapolis (I04) và phục vụ cho đến năm 1945. Nó là chiếc tàu chiến thứ hai của Hải quân Hoa Kỳ được đặt tên theo Alexander Slidell MacKenzie (1803–1849), một sĩ quan Hải quân Hoa Kỳ.

## Thiết kế và chế tạo
MacKenzie được đặt lườn vào ngày 4 tháng 7 năm 1918 tại xưởng tàu của hãng Union Iron Works ở San Francisco, California. Nó được hạ thủy vào ngày 29 tháng 9 năm 1919, được đỡ đầu bởi bà Percy J. Cotton, và được đưa ra hoạt động vào ngày 25 tháng 7 năm 1919 dưới quyền chỉ huy của Hạm trưởng, Thiếu tá Hải quân E. T. Oates.

## Lịch sử hoạt động

### USSMacKenzie(DD-175)
Sau khi nhập biên chế và hoàn tất việc chạy thử máy, MacKenzie trở thành một đơn vị của Hạm đội Thái Bình Dương và hoạt động cùng các hải đội khu trục 2 và 4. Vào ngày 17 tháng 7 năm 1920, nó được mang ký hiệu lườn DD-175, và tiếp tục phục vụ cho đến khi được cho xuất biên chế tại Xưởng hải quân Mare Island vào ngày 27 tháng 5 năm 1922. MacKenzie bị bỏ không trong thành phần dự bị cho đến khi được cho nhập biên chế trở lại tại San Diego, California vào ngày 6 tháng 11 năm 1939.
Vào năm 1940, MacKenzie nằm trong số 50 tàu khu trục cũ được trao đổi, theo các điều khoản của Thỏa thuận đổi tàu khu trục lấy căn cứ, cho các căn cứ chiến lược ngoài khơi bờ biển Bắc Mỹ. Nó đi đến Halifax, Nova Scotia vào ngày 20 tháng 9 năm 1940; và tại đây vào ngày 24 tháng 9, nó được cho xuất biên chế và chuyển giao cho Hải quân Hoàng gia Canada như là chiếc HMCS Annapolis (I-04). Tên của MacKenzie được cho rút khỏi danh sách Đăng bạ Hải quân Hoa Kỳ vào ngày 8 tháng 1 năm 1941.

### HMCSAnnapolis(I-04)
Theo thông lệ của Canada đặt tên tàu khu trục theo tên các con sông của Canada, tên Annapolis được đặt theo sông Annapolis ở Nova Scotia, đồng thời liên hệ với nguồn gốc Mỹ của nó cũng trùng với tên thành phố Annapolis, Maryland, nơi đặt Học viện Hải quân Hoa Kỳ. Cho đến năm 1944, Annapolis hoạt động cùng các Lực lượng Hộ tống Tại chỗ phía Tây và Halifax trong khu vực từ phía Đông St. Johns, Newfoundland cho đến New York. Vào tháng 4 năm 1944, nó được phân về căn cứ HMCS Cornwallis gần Annapolis, Nova Scotia, nơi nó hoạt động như một tàu huấn luyện cho đến khi chiến tranh kết thúc. Vào ngày 4 tháng 6 năm 1945, nó được bán cho hãng Frankel Brothers, Ltd. ở Toronto để tháo dỡ.